# Filipp Szczerbak
Filipp Kuźmicz Szczerbak (ros. Фили́пп Кузьми́ч Щерба́к, ukr. Пилип Кузьмич Щербак, Pyłyp Kuźmycz Szczerbak, ur. w lipcu 1907 w Nowym Bohu, zm. 13 września 1969 w Kijowie) – radziecki działacz partyjny.

## Życiorys
Od 1927 należał do WKP(b), w 1927 był słuchaczem kursów propagandzistów w Mikołajowie, od 1928 był sekretarzem Komitetu Wykonawczego Nowobożańskiej Rady Rejonowej, później do 1931 m.in. kierownikiem rejonowego oddziału rolnego w Nowym Bohu. W latach 1931–1932 był słuchaczem kursów agroindustrialnych w Charkowie, 1932–1937 kierownikiem gródeckiego rejonowego oddziału rolnego w obwodzie winnickim/okręgu proskurowskim, 1937–1938 przewodniczącym Komitetu Wykonawczego Gródeckiej Rady Rejonowej, a w 1938 zastępcą przewodniczącego Komitetu Organizacyjnego Prezydium Rady Najwyższej Ukraińskiej SRR na obwód kamieniec-podolski. Później do września 1939 był I sekretarzem Komitetu Miejskiego KP(b)U w Płoskirowie (obecnie Chmielnicki), od 27 listopada 1939 do 1941 przewodniczącym Komitetu Wykonawczego Rówieńskiej Rady Obwodowej, od 1 sierpnia 1941 pełnomocnikiem Ludowego Komisariatu Obrony ZSRR ds. produkcji amunicji, a w latach 1943–1946 członkiem Rady Wojennej 7 Armii Gwardii Frontu Stepowego/2 Frontu Ukraińskiego w stopniu pułkownika. Od 1946 do stycznia 1949 był przewodniczącym Komitetu Wykonawczego Stanisławowskiej Rady Obwodowej, od stycznia 1949 do stycznia 1950 I sekretarzem Komitetu Obwodowego KP(b)U w Stanisławowie, a od 28 stycznia 1949 do 15 marca 1966 członkiem KC KP(b)U/KPU. W latach 1950–1951 był słuchaczem kursów dokształcających przy KC WKP(b), potem do września 1951 inspektorem KC KP(b)U, od 18 września 1951 do czerwca 1959 I sekretarzem Komitetu Obwodowego KP(b)U/KPU w Stanisławowie, a od czerwca 1959 do 1962 I sekretarzem Zakarpackiego Komitetu Obwodowego KPU.

## Odznaczenia
- Order Lenina (23 stycznia 1948)
- Order Czerwonego Sztandaru (26 października 1943)
- Order Wojny Ojczyźnianej I klasy (28 kwietnia 1945)
- Order Bohdana Chmielnickiego II klasy (13 września 1944)
- dwa Ordery Czerwonego Sztandaru Pracy (1957 i 1958)